# Iponomèutids
Els iponomèutids (Yponomeutidae) són una família de lepidòpters glossats de la superfamília dels iponomeutoïdeus (Yponomeutoidea) amb 363 espècies d'arnes, la majoria en els tròpics.
El gènere tipus d'aquesta família és Yponomeuta, descrit per Pierre André Latreille l'any 1796.

## Subfamilies
Té 3 subfamílies:
- Subfamília Scythropiinae Friese, 1966
- Subfamília Yponomeutinae Stephens, 1829
- Subfamília Saridoscelinae Moriuti, 1977

Les antigues subfamílies Attevinae, Praydinae i Argyresthiinae han estat elevades al nivell de família.

## Gèneres
De tots els gèneres descrits dins d'aquesta família podem destacar-ne els següents que són presents a la península Ibèrica:
- Banghaasia
- Cedestis
- Kessleria
- Ocnerostoma
- Paradoxus
- Parahyponomeuta
- Paraswammerdamia
- Scythropia
- Swammerdamia
- Yponomeuta
- Zelleria

## Característiques

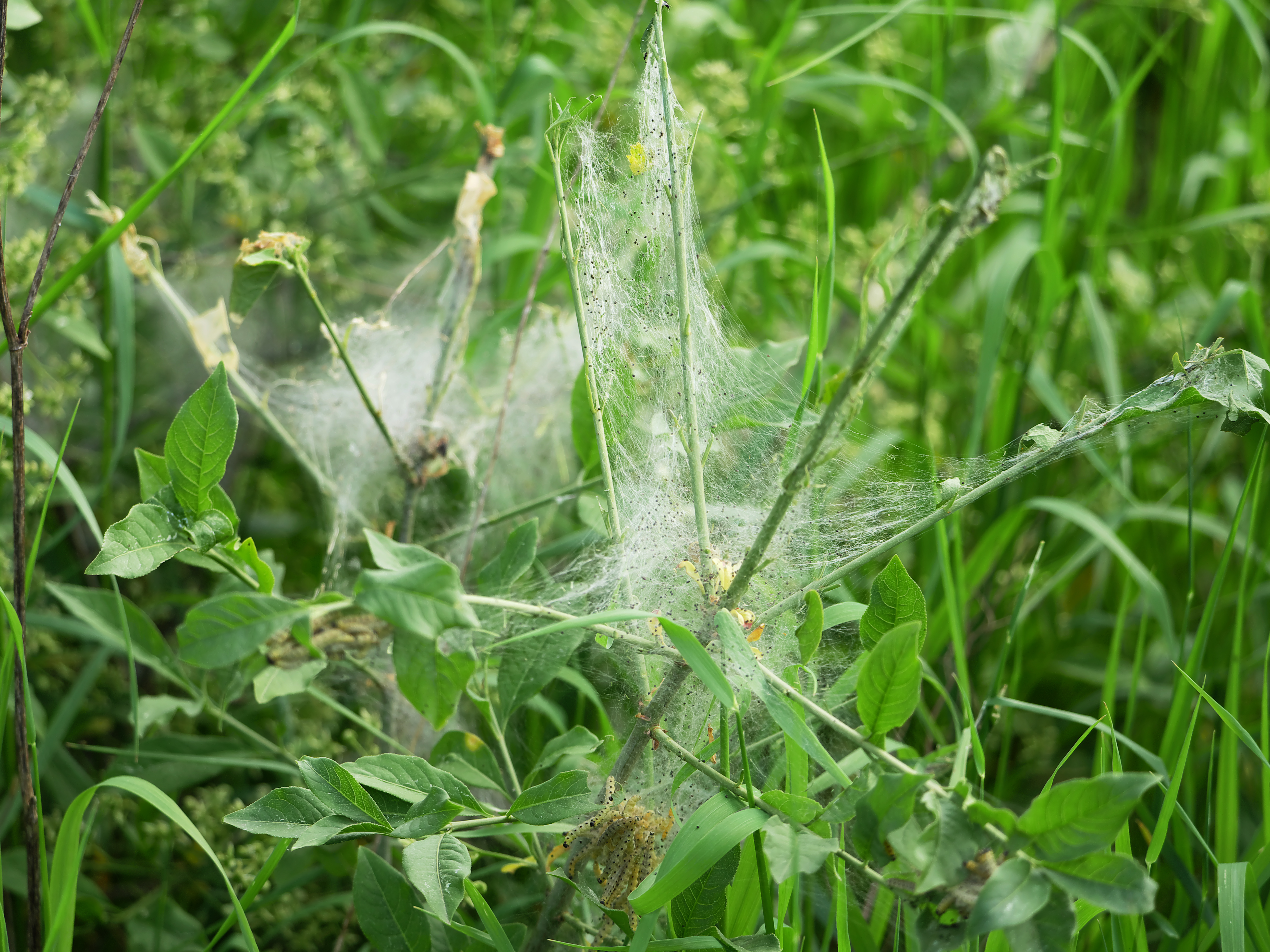
Larves d'arnes Ermine a la part inferior del seu capoll

Els iponomèutids són arnes de mida petita a mitjana que varien en envergadura d'ales des de 8 a 31 mm. La major part del cap té escates suaus, l'haustell està nu i els palps labials es corben cap amunt. Els palps maxil·lars normalment tenen un o dos segments. Les ales són llargues, sovint amb serrells a la vora posterior. El color sol ser blanc, gris pàl·lid, sovint amb moltes taques fosques.

## Història natural
Les arnes adultes són majoritàriament nocturnes. Les larves mengen fulles d'una varietat de plantes. Algunes causen danys econòmics als cultius i als arbres.